# Arcidiocesi di Białystok
L'arcidiocesi di Białystok (in latino Archidioecesis Bialostocensis) è una sede metropolitana della Chiesa cattolica in Polonia. Nel 2022 contava 352.330 battezzati su 437.790 abitanti. È retta dall'arcivescovo Józef Guzdek.

## Territorio
L'arcidiocesi comprende la parte centro-orientale del Voivodato della Podlachia.
Sede arcivescovile è la città di Białystok, dove si trova la cattedrale dell'Assunzione di Maria Vergine. Nell'arcidiocesi sorgono anche 2 basiliche minori: la basilica di San Rocco di Białystok e la basilica-santuario della Presentazione della Beata Vergine Maria di Różanystok.
Il territorio si estende su 5.500 km² ed è suddiviso in 13 decanati e in 116 parrocchie.
La provincia ecclesiastica di Białystok, istituita nel 1992, comprende, come suffraganee, le diocesi di Drohiczyn e di Łomża.

## Storia
Alla fine della seconda guerra mondiale, l'arcidiocesi di Vilnius si trovò divisa dal nuovo confine di stato tra Polonia, Repubblica Socialista Sovietica Bielorussa e Repubblica Socialista Sovietica Lituana. L'arcivescovo Romuald Jałbrzykowski trasferì la sede dell'arcidiocesi, il capitolo della cattedrale e il seminario arcivescovile a Białystok in Polonia e da qui continuò a governare la propria arcidiocesi, benché con poteri limitati oltreconfine.
Alla sua morte nel 1955, l'arcidiocesi fu governata da vicari capitolari e amministratori apostolici, residenti a Białystok. Già in questo periodo la sede era chiamata "arcidiocesi di Białystok", perché era vietato l'utilizzo del nome di Vilnius.
La diocesi di Białystok è stata eretta da papa Giovanni Paolo II il 5 giugno 1991, con i territori polacchi dell'arcidiocesi di Vilnius.
Il 25 marzo 1992, nell'ambito della riorganizzazione delle diocesi polacche voluta da papa Giovanni Paolo II con la bolla Totus tuus Poloniae populus, è stata elevata al rango di arcidiocesi metropolitana.

## Cronotassi dei vescovi
Si omettono i periodi di sede vacante non superiori ai 2 anni o non storicamente accertati.
- Edward Kisiel † (5 giugno 1991 - 15 maggio 1993 ritirato)[6]
- Stanisław Szymecki † (15 maggio 1993 - 16 novembre 2000 ritirato)
- Wojciech Ziemba † (16 novembre 2000 - 30 maggio 2006 nominato arcivescovo di Varmia)
- Edward Ozorowski † (21 ottobre 2006 - 12 aprile 2017 ritirato)
- Tadeusz Wojda, S.A.C. (12 aprile 2017 - 2 marzo 2021 nominato arcivescovo di Danzica)
- Józef Guzdek, dal 16 luglio 2021

## Galleria d'immagini

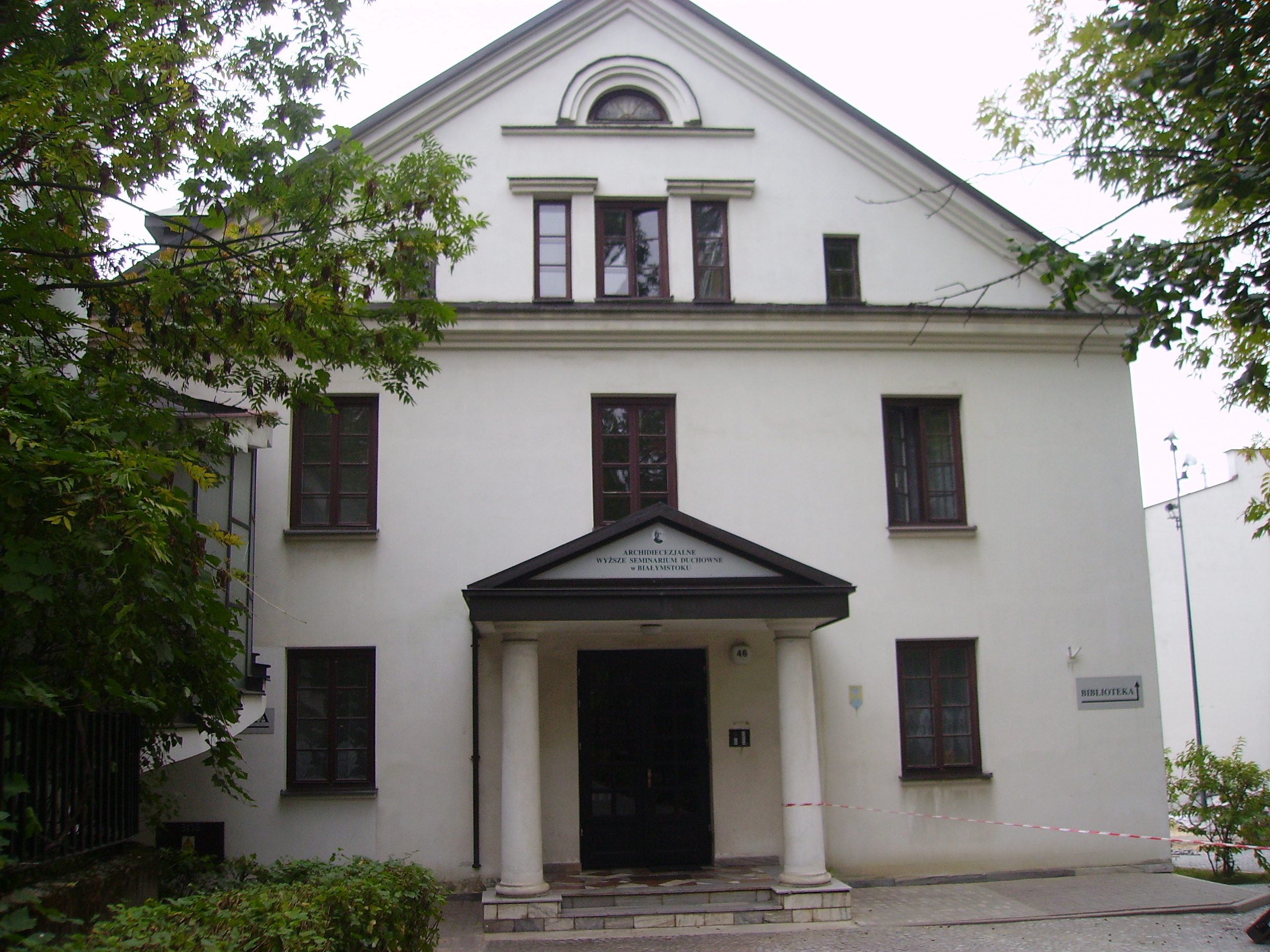
La facciata del seminario arcivescovile di Białystok
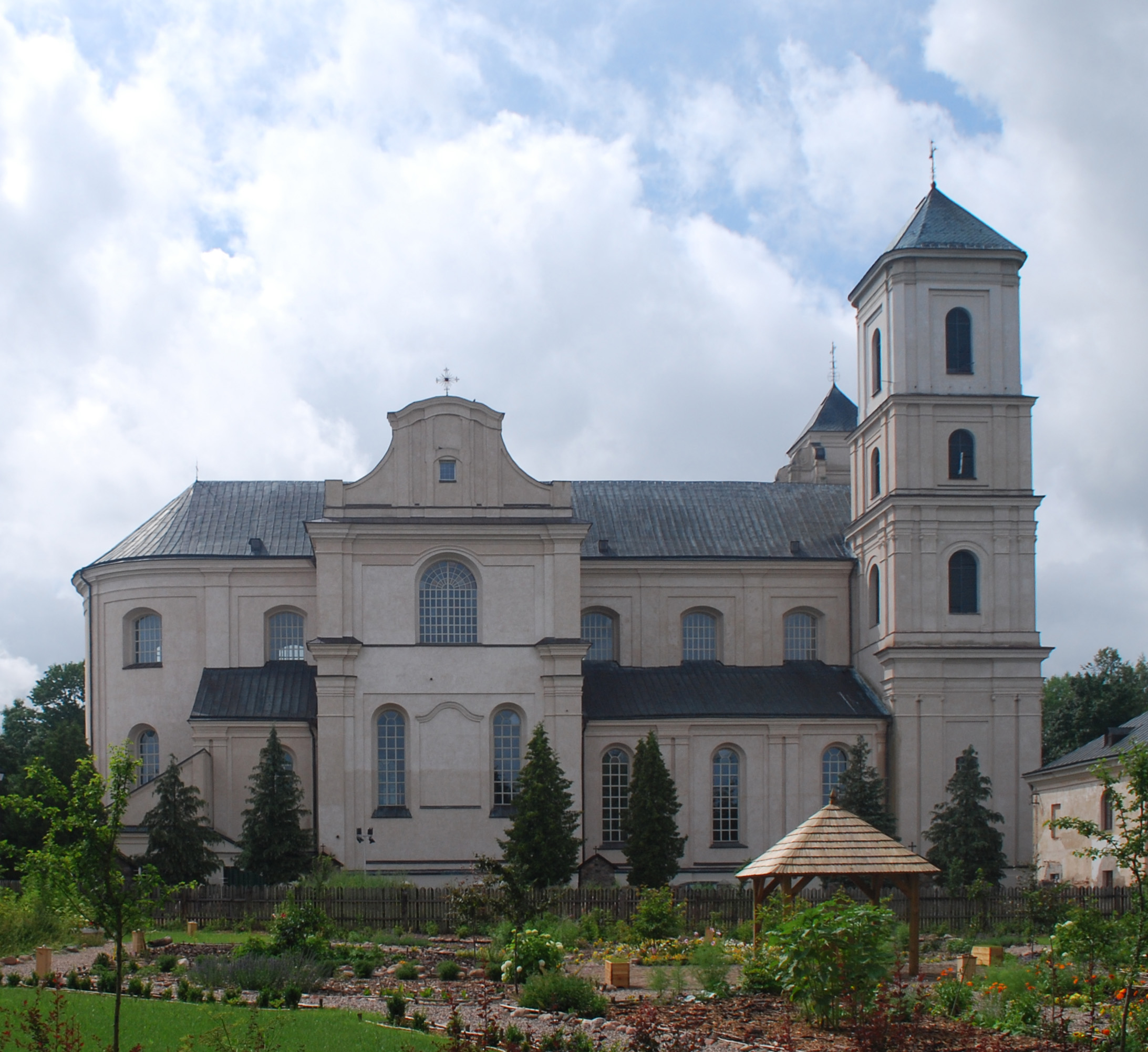
Il santuario mariano di Różanystok
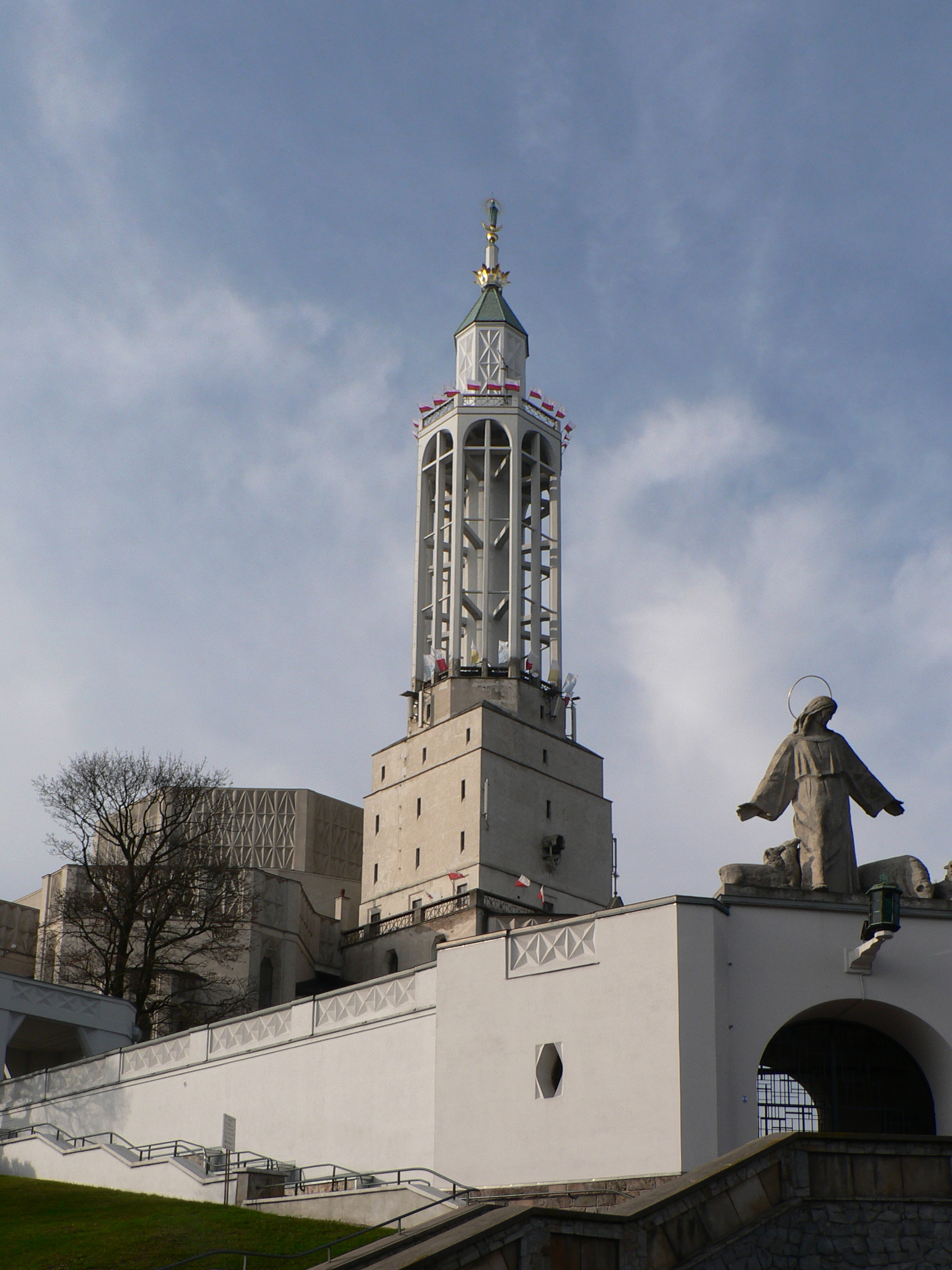
La basilica di San Rocco di Białystok
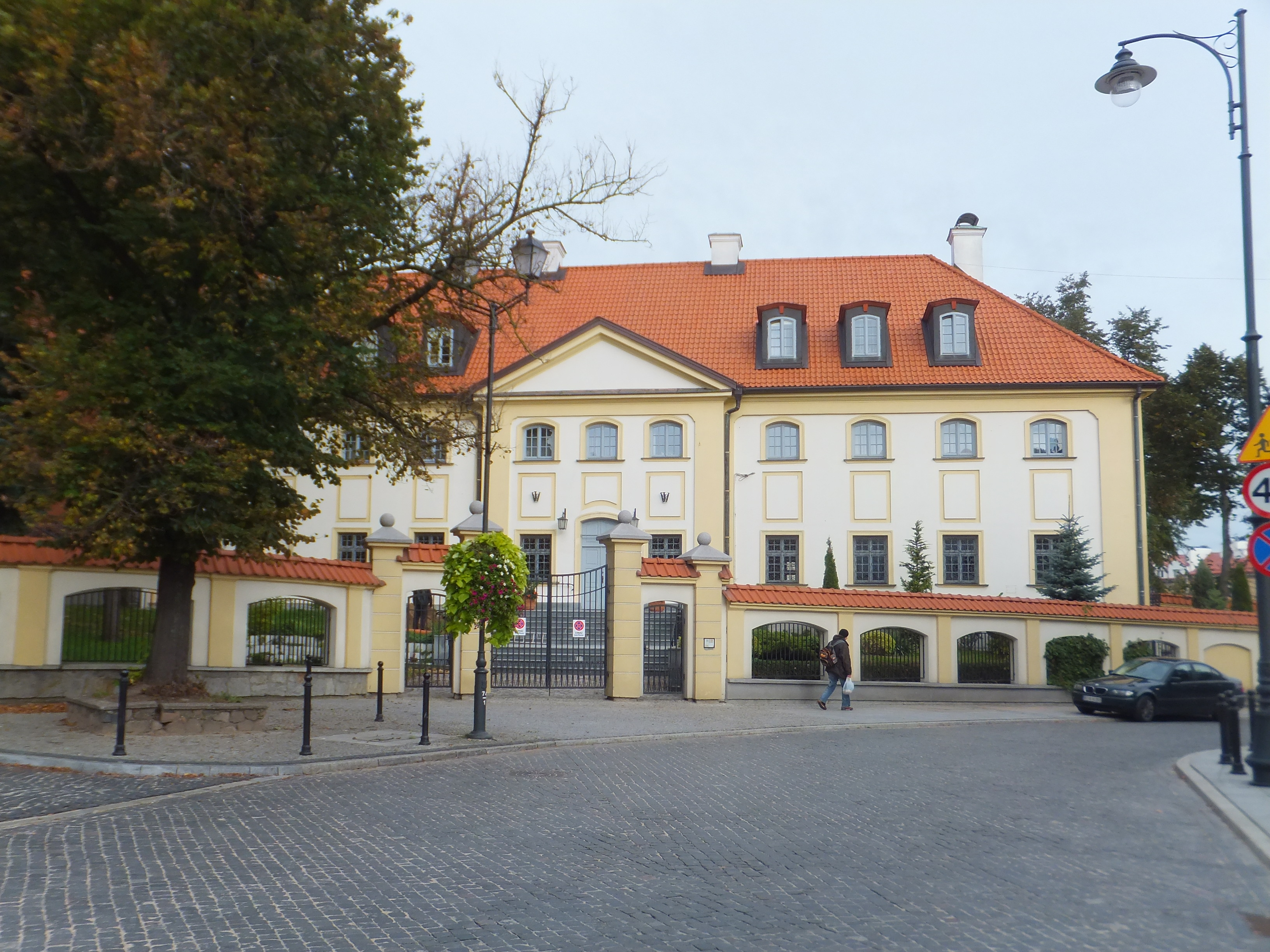
La sede della curia arcivescovile

## Statistiche
L'arcidiocesi nel 2022 su una popolazione di 437.790 persone contava 352.330 battezzati, corrispondenti all'80,5% del totale.
| anno | popolazione | popolazione | popolazione | presbiteri | presbiteri | presbiteri | presbiteri                | diaconi | religiosi | religiosi | parrocchie |
| anno | battezzati  | totale      | %           | numero     | secolari   | regolari   | battezzati per presbitero | diaconi | uomini    | donne     | parrocchie |
| ---- | ----------- | ----------- | ----------- | ---------- | ---------- | ---------- | ------------------------- | ------- | --------- | --------- | ---------- |
| 1999 | 377.911     | 456.925     | 82,7        | 330        | 321        | 9          | 1.145                     |         | 10        | 191       | 93         |
| 2000 | 373.538     | 453.744     | 82,3        | 333        | 324        | 9          | 1.121                     |         | 10        | 217       | 93         |
| 2001 | 357.849     | 434.826     | 82,3        | 341        | 327        | 14         | 1.049                     |         | 16        | 195       | 92         |
| 2002 | 367.173     | 445.247     | 82,5        | 343        | 328        | 15         | 1.070                     |         | 18        | 191       | 100        |
| 2003 | 371.001     | 441.818     | 84,0        | 358        | 341        | 17         | 1.036                     |         | 20        | 201       | 105        |
| 2004 | 370.450     | 434.826     | 85,2        | 418        | 401        | 17         | 886                       |         | 20        | 201       | 107        |
| 2006 | 453.546     | 512.487     | 88,5        | 394        | 374        | 20         | 1.151                     |         | 23        | 198       | 112        |
| 2012 | 357.703     | 432.298     | 82,7        | 374        | 353        | 21         | 956                       |         | 26        | 178       | 114        |
| 2015 | 348.437     | 429.641     | 81,1        | 413        | 392        | 21         | 843                       |         | 27        | 168       | 115        |
| 2018 | 342.632     | 421.094     | 81,4        | 403        | 380        | 23         | 850                       |         | 29        | 164       | 115        |
| 2020 | 352.760     | 438.200     | 80,5        | 411        | 384        | 27         | 858                       |         | 31        | 170       | 116        |
| 2022 | 352.330     | 437.790     | 80,5        | 390        | 360        | 30         | 903                       |         | 34        | 156       | 116        |